# Taifa di Alpuente
La taifa di Alpuente, emirato di Alpuente o Al-Sahla fu uno dei Regni di Taifa nati in seguito alla disintegrazione che aveva subito dal 1009 il Califfato di Cordova. Fu fondata, intorno al 1010, nella regione della cittadina di Alpuente. Il suo territorio corrispondeva all'incirca all'attuale Comarca Valenciana di Los Serranos.

Taifa di Alpuente nel 1038 a ovest della taifa di Valencia

## Storia
Il fondatore della Taifa di Alpuente fu Abdállah ibn Qasim, un potente sceicco locale della famiglia dei Banu Qasim, che, secondo il Muslim Spain and Portugal: A Political History of al-Andalus assunse il titolo di Nizam al Dawla. Abdállah ibn Qasim, come riporta La web de las biografias, era il governatore di Alpuente che dopo la morte di Sanchuelo, si rese indipendente dal califfato.

Abd al-Rahman IV ibn Muhammad, che aveva lasciato la corte di Cordova per la zona di Valencia, quando si proclamò califfo, nel 1018, ebbe l'appoggio di Abdállah; anche il fratello maggiore di Abd al-Rahman IV, Hisham III ibn Muhammad, quando venne proclamato califfo, secondo la Histoire des Almohades / d'Abd el- Wâh'id Merrâkechi risiedeva ad Alpuente, mentre secondo la History Of The Mohammedan Dynasties In Spain Vol II, risiedeva nella contea d'Aragona, a Lerida. Hisham III ibn Muhammad risiedette nella Taifa di Alpuente sino al 1029.

Abdállah ibn Qasim morì nel 1030, e fu succeduto da suo figlio Muhammad Yumn al Dawla.
Il regno di Muhammad Yumn al Dawla (1030-1042) fu un lungo periodo di pace, tranquillità e prosperità. Lo sostituì sul trono della Taifa di Alpuente suo figlio Ahmad ibn Muhammad Izz. 
Il Regno di Ahmad ibn Muhammad Izz fu molto breve, perché morì meno di un anno dopo l'accesso al potere. 
Gli succedette suo figlio Muhammad, di soli sette anni. 
Per un paio di mesi, la Taifa di Alpuente fu amministrata dal nonno materno di Muhammad, quando Abdállah ibn Muhammad Nizam, zio paterno di Muhammad, prese il potere, imprigionando il nonno e rovesciando il giovane re.
Abdállah ibn Muhammad Nizam fu il quinto e ultimo sovrano della Taifa di Alpuente. Il suo regno fu il più lungo e stabile della sua dinastia, i Banu Qasimm, e durò per più di 60 anni ma, nonostante la grande durata del suo regno, si sa molto poco su di lui, a causa della scarsa rilevanza politica di questa Taifa.

La taifa di Alpuente, nel 1080 era una della poche ancora indipendenti, secondo la Muslim Spain and Portugal: A Political History of al-Andalus.

La stabilità del governo di Abdállah ibn Muhammad Nizam fu alterata dalla fine dell'XI secolo, con l'apparizione sulla scena della figura di el Cid, al quale pagò il tributo a partire dal 1096. 
La situazione cambiò ancora con l'entrata in scena degli Almoravidi, ai quali Abdállah ibn Muhammad Nizam si unì immediatamente, aiutando Yūsuf ibn Tāshfīn nelle sue campagne di conquista.

Tra il 1104 ed il 1106, la taifa fu occupata dagli Almoravidi e di Abdállah ibn Muhammad Nizam non si ebbero più notizie.
Elenco degli emiri:
- Abdallah ibn Qasim al-Fihri 1010 - 1030
- Muhammad I 1030-1042
- Ahmed Adud al-Dawla 1042-1043
- Muhammad II 1043
- Abdallah II Nizam al-Dawla 1043-1106

Durante la seconda taifa, Alpuente fu annessa alla Taifa di Valencia. 
Nel 1172, Alpuente  passò sotto il dominio degli Almohadi, fino alla sua annessione alla Taifa di Murcia nel 1229. 
Infine, Alpuente fu conquistata nel 1238 da Giacomo d'Aragona e il suo territorio fu incluso nel nuovo regno di Valencia.

### Fonti primarie
- (FR)  Histoire des Almohades / d'Abd el- Wâh'id Merrâkechi
- (EN)  The History Of The Mohammedan Dynasties In Spain Vol II
- (EN)  Muslim Spain and Portugal: A Political History of al-Andalus

### Letteratura storiografica
- La recomquista